# 宮下道央
宮下 道央（みやした みちお、3月8日 - ）は、日本の声優、舞台俳優、タレント。劇団ムーンライト所属。大阪府出身。

## 略歴
勝田声優学院第12期卒業生。
以前はオフィス野沢に所属していた。

## 人物
趣味はスポーツ観戦。特技は軟式テニス、関西弁。資格は普通自動車免許、英検3級。
好きな漫画は『ドラえもん』。

## 出演
※太字はメインキャラクター。

### テレビアニメ
1999年
- おジャ魔女どれみ（中田ごうじ、勤勉なウサギ、アベック 他）
- KAIKANフレーズ（エージ）
- ゾイド -ZOIDS-（ブル）
- 超速スピナー（桜場情一）

2000年
- Di Gi Charatクリスマススペシャル（ブラックゲマゲマ団）
- おジャ魔女どれみ♯（中田ごうじ）
- BOYS BE…（皆川マナブ）
- 闇の末裔（男子生徒A）
- ラブひな（白井功明、美雄、椎 他）
- ラブひなクリスマスSPECIAL! 〜サイレント・イブ〜（白井功明）
- 六門天外モンコレナイト（助手3）
- アニメまんざい（青野、稲荷リキオ）

2001年
- 新白雪姫伝説プリーティア（店長）
- ゾイド新世紀スラッシュゼロ（カークランド）
- 電脳冒険記ウェブダイバー（ケルベリオン）
- も〜っと!おジャ魔女どれみ（中田ごうじ）
- ラブひな春スペシャル 〜キミサクラチルナカレ!!〜（白井功明）

2002年
- おジャ魔女どれみドッカ〜ン!（中田ごうじ、ウサギ）
- SAMURAI DEEPER KYO（家臣）

2006年
- xxxHOLiC（男）
- MAJOR 2nd season（三宅陽介、青武館選手）
- ラブゲッCHU 〜ミラクル声優白書〜（DJ）

2007年
- DARKER THAN BLACK -黒の契約者-（調査隊）
- MAJOR 3rd season（三宅陽介）

2008年
- ARIA The ORIGINATION（ゴンドラの客）

2009年
- はじめの一歩 New Challenger

### OVA
2002年
- ラブひな Again（白井功明）

2004年
- おジャ魔女どれみナ・イ・ショ（中田ごうじ）

### 劇場アニメ
2006年
- 銀色の髪のアギト

### ゲーム
2000年
- 星界の紋章（イシュエル）

2003年
- The Wind from Rixcall（武智尚貴）

2004年
- シンフォニック=レイン（クリス・ヴェルティン）
- ドーリィナイト（ハル・緋・シュウト）

2005年
- 龍が如く

2008年
- アヴァロンコード（ヴァルド皇子）